# Mapalé

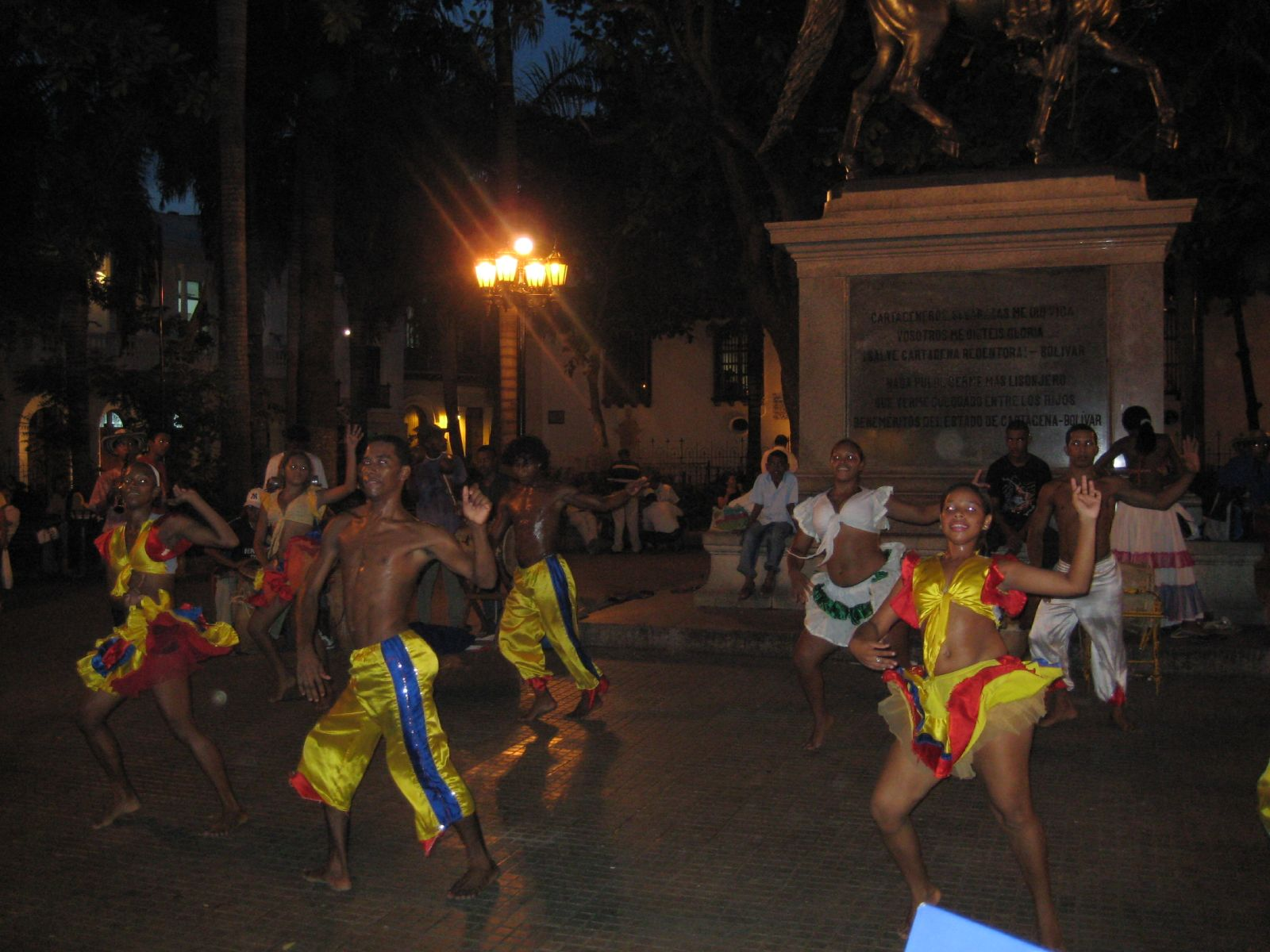
Mapalé a Cartagena d'Índies

El Mapalé és una dansa de parelles que es balla amb moviments frenètics i eròtics. El ball es basa en salts, caigudes, persecucions i enfrontaments entre la dona i l'home.
Mapalé és també el nom d'un peix (Cathorops mapale) i la llegenda relata que els pescadors ballaven aquesta dansa per celebrar la bona pesca i amb els seus moviments representaven el moviment d'un peix fora de l'aigua.

## Origen
És una dansa folklòrica d'origen africà que es balla a Colòmbia. Va ser portada fa més de quatre-cents anys a Cartagena d'Índies pels esclaus de Guinea. Va néixer com a cant de pescadors de Mapalé ou Chigua, a les riberes del Riu Magdalena. Va obtenir el seu nom d'aquest peix famós pel seu oli, denominació que també s'aplica al tambor de forma cilíndrica que marca el compàs.

## Ritme
És un dels ritmes més primitius del folclore atlàntic i es reprodueixen fidedignament molts dels aspectes dels ritmes i balls africans. Té un ritme ràpid que es balla i canta amb gran agitació, aconseguint una acceleració constant i gairebé frenètica del cos. Aquest ball també té una càrrega sexual compaginada amb moviments pelvians i inclús contorsionistes.

## Instruments
Només es necessiten dos tambors: el Tambor cridador i el Tambor major o mascle. Actualment, també s'incorporen altres instruments com la Tambora o el Guache.